# Кастело ди Вјалато (Ређо Емилија)
Кастело ди Вјалато је насеље у Италији у округу Ређо Емилија, региону Емилија-Ромања.
Према процени из 2011. у насељу је живело 40 становника. Насеље се налази на надморској висини од 31 м.